# ソマ・レコーディングス
ソマ・レコーディングス (Soma Recordings) はスコットランドにあるレコードレーベル。
ミニマルテクノの楽曲をリリースをしている。Alex Smoke、Slam等のリリースがある。